# 海魔陸を行く
『海魔陸を行く』（かいまりくをいく）は、1950年（昭和25年）製作・公開、伊賀山正徳監督による日本の中篇劇映画である。今村貞雄の製作会社ラジオ映画が製作、現在の東映の前身の配給会社東京映画配給が配給した。

## 略歴・概要
「ラジオ映画」は今村貞雄を代表とし、茂原英雄が監査役を務めた製作会社で、1947年（昭和22年）に東京・目黒に設立、1949年（昭和24年）には、本作で監督を務めることになる伊賀山正徳を製作部長として迎えている。劇映画と言っても、ストーリーが存在するだけであって、俳優の出演はなく、タコを主人公とし、クモ、カマキリ、ヘビ、ウツボ等の実際の生物の生態を捉え、編集し、ナレーションを入れたものである。
2005年（平成17年）、東京国立近代美術館フィルムセンターは、同作を発掘・所蔵していたプラネット映画資料図書館から35mmフィルムのプリントを購入し、これを収蔵した。タイトル部分等が欠落した「53分」のヴァージョンで、復元作業はIMAGICAウェストが行った。同センターは、同時期に、同図書館から、本作と同じ東京映画配給が配給した『当り矢金八捕物帖 千里の虎』（監督中川信夫、製作新光映画、1950年）も購入している。

## スタッフ・キャスト・作品データ
- 監督 : 伊賀山正徳
- 原作 : 今村貞雄
- 脚本 : 松永六郎
- 撮影 : 福田寅次郎
- 音楽 : 伊藤宣二
- 声の出演 : 徳川夢声

- 製作 : ラジオ映画
- 上映時間（巻数 / メートル） : 57分（10巻  / 2,515メートル）
- フォーマット : 白黒映画 - スタンダードサイズ（1.37:1） - モノラル録音
- 映倫番号 : 64
- 公開日 :  日本 1950年1月17日
- 配給 :  東京映画配給